# 치킨 (스킴 구현체)
치킨(Chicken 또는 CHICKEN)은 프로그래밍 언어 스킴의 방언을 구현하고 스킴 소스 코드를 표준 C로 컴파일하는 컴파일러이자 인터프리터인 프로그래밍 언어이다. 대부분 R5RS를 준수하며 이 표준의 수많은 확장을 제공한다. 치킨은 BSD 허가서로 배포되는 자유-오픈 소스 소프트웨어이다. 대부분 스킴으로 구현되어 있으며 일부는 성능을 목적으로, 또는 C 프로그램에 더 쉬운 임베디드를 할 목적으로 C로 구현되어 있다.

## 같이 보기
- 꼬리 재귀